# Tipula navarinoensis
Tipula navarinoensis är en tvåvingeart som beskrevs av Alexander 1962. Tipula navarinoensis ingår i släktet Tipula och familjen storharkrankar. Inga underarter finns listade i Catalogue of Life.